# Comité olympique de l'Ouganda
Le Comité olympique de l'Ouganda (en anglais, Uganda Olympic Committee) est le comité national olympique de l'Ouganda fondé en 1950 et reconnu par le CIO en 1956.

## Présidents
Se sont succédé au poste de président du Comité olympique ougandais :
- 1956—1958 : Richard Posnett
- 1958—1959 : N. P. Haddow
- 1959—1960 : C. C. Spencer
- 1961—1962 : Michael Macoun
- 1962—1965 : Lawrence Kalule-Settala
- 1965—1967 : Serwano Kulubya
- 1967—1971 : J. M. Okae
- 1971—2009 : Frank Nyangweso
- 2009—2012 : Roger Hanns Kiyonga Ddungu
- 2012—2021 : William Frederick Blick
- 2021— : Donald Rukare